# بوب إن ميوزك
بوب إن ميوزك باليابانية: (ポップンミュージック، بوبون ميجيكو)، يتم اختصارها عادةً باسم بوب إن أو بي ام أو بي ان ام، ويتم تصميمها كموسيقى بوب، وهي سلسلة ألعاب فيديو موسيقية في سلسلة "بيماني" من إنتاج كونامي. تشتهر ألعاب هذه السلسة بألوانها الزاهية وأغانيها المبهجة ورسومات الشخصيات الكرتونية اللطيفة.  تم إصدار السلسلة في الأصل عام 1998، وتم إصدار 22 إصدارًا منزليًا في اليابان بالإضافة إلى 30 إصدارًا رئيسيًا لألعاب الآركيد.

## أسلوب اللعب

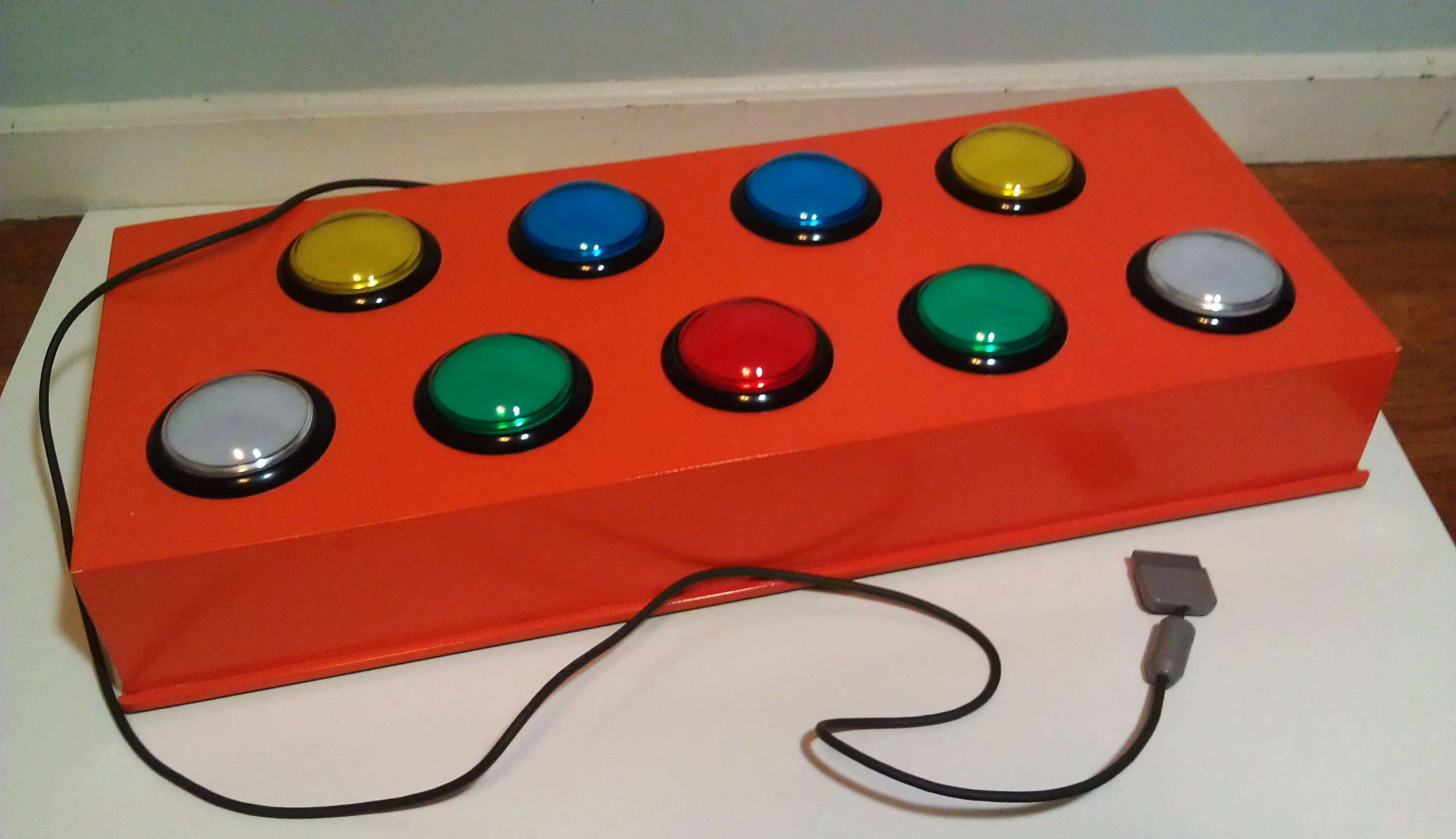
صورة لوحدة تحكم مصنوعة منزلياً للعبة "بوبن ميوزيك"

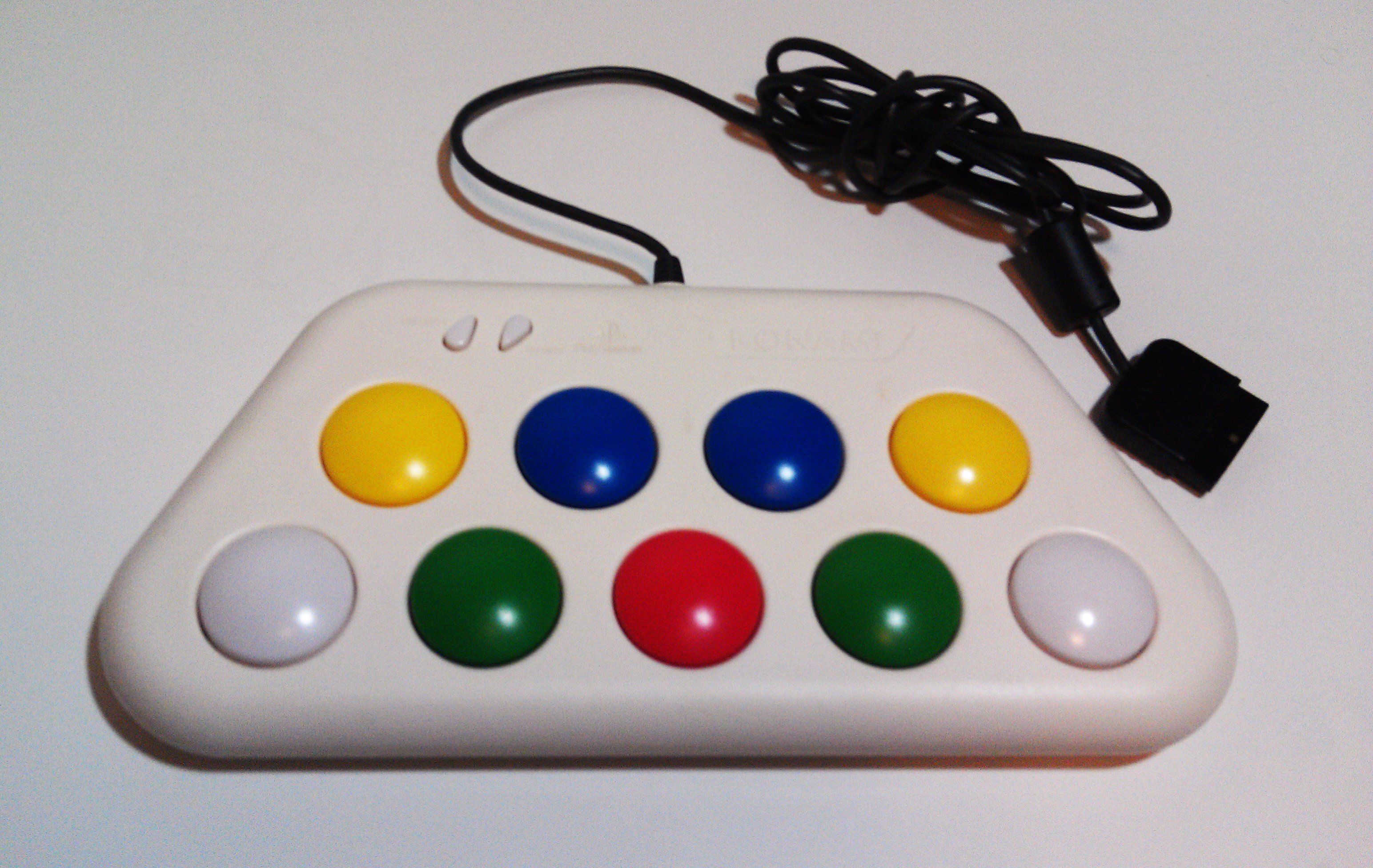
صورة لوحدة التحكم الصغيرة الرسمية من كونامي لـ "بوبن ميوزيك"

على عكس معظم سلسلة "بيماني" من كونامي، فإن واجهة "بوب إن ميوزيك" ليست مصممة لتمثيل أي أداة موسيقية حقيقية. بدلاً من ذلك، تستخدم تسعة أزرار، كل زر بقطر ثلاث بوصات ونصف، مرتبة في صفين (منذ اختبار موقع "ونديرلاند" أُضيفت لوحة تعمل باللمس المتعدد). خمسة أزرار تكون في الصف السفلي، والأربعة الأخرى في الصف العلوي. كما هو الحال في معظم ألعاب "بيماني"، تسقط النوتات الملونة (تسمى في هذه اللعبة "بوب كون" (ポップ君) ومشخصة بوجوه) من أعلى الشاشة في تسع أعمدة تتوافق مع الأزرار. عندما تصل النوتة إلى الخط الأحمر في أسفل الشاشة، يضغط اللاعب على الزر أو ينقر على اللوحة، مما يؤدي إلى تشغيل صوت داخل الأغنية.
عندما تُلعب النوتة، يُعرض تقييم الدقة، إما "عظيم"، "جيد"، أو "سيء". العدد الأقصى للنقاط الممكنة في أي أغنية في مرحلة واحدة هو 100,000، وعلى عكس "بيت ماني" أو "بيت ماني IIDX"، لا يمكن تجاوزه لأنه لا تُعطى أي مكافآت إضافية للنقاط. يُحتسب "كومبو" للأداء الجيد للنوتات كما في ألعاب "بيماني" الأخرى، لكنه يستثني دائمًا النوتة الأولى التي تُلعب؛ على سبيل المثال، إذا كانت الأغنية تحتوي على 322 نوتة، سيكون الحد الأقصى للكومبو هو 321. حتى "بوبن ميوزيك 6"، كانت نوتات "جيد" تقطع الكومبو الخاص باللاعب.
كل أغنية ممثلة بشخصية، واللاعبون ممثلون أيضًا بشخصيات. يمكن للاعب اختيار شخصية بالضغط على كلا الزرين الأصفرين في شاشة اختيار الوضع، ولكن اعتبارًا من "بوبن ميوزيك 19 توني ستريت"، تظهر شاشة اختيار الشخصية تلقائيًا بعد اختيار الوضع. الشخصيات الافتراضية للاعبين هي الأرنب المجسم "ميمي" والقط المجسم "نيامي".
في جميع الأوضاع من "بوبن ميوزيك 6" وما بعده، بعد اختيار الأغنية، تظهر شاشة تعريفيه تعرض الشخصية، الشعار، ومعدل الإيقاع (BPM) للأغنية. عندما يضغط اللاعب على كلا الزرين الأصفرين في هذه الشاشة، تظهر قائمة الخيارات، حيث يمكن للاعب تعديل الخيارات التالية للعبة:
- السرعة العالية: هذا الخيار يسمح للاعب بتغيير سرعة تمرير النوتات.
- بوب كون: هذا الخيار يغير شكل النوتات التي تظهر على الشاشة.
- الظهور: هذه الخيارات تؤثر على وضوح النوتات على الشاشة.
- العشوائي: هذه الخيارات تؤثر على كيفية معالجة أنماط النوتات.

مثل ألعاب سلسلة "بيماني" الأخرى، تحتوي ألعاب "بوبن ميوزيك" على "مقياس النشوة" الذي يعرض أداء اللاعب. اللعب المستمر للنوتات بشكل صحيح يؤدي إلى ارتفاع مقياس النشوة. هدف اللاعب هو إنهاء الأغنية مع مقياس النشوة في "منطقة الإخلاء"، وهي جزء أحمر يمثل الربع العلوي من المقياس. عندما يكون المقياس في أقصى حد، تصبح نوتات "عظيم" "حمى" - هذا تأثير جمالي فقط، ولا يوفر أي مكافأة للنقاط، وعادة ما يجعل الشخصية المختارة من اللاعب تؤدي حركة مختلفة. إذا أنهى اللاعب الأغنية وهو في وضع الحمى، تكون حركة الفوز للشخصية مختلفة أيضًا غالبًا.

### وضع المعركة
يتنافس لاعبان ضد بعضهما البعض على نفس الجهاز أو وحدة التحكم باستخدام ثلاثة أزرار فقط (أخضر، أصفر، وأبيض) للعب نفس مخطط النوتات، وزر رابع "للفعل" (أزرق). عندما يحقق اللاعب تقييمات "عظيم" على النوتات، يرتفع مقياس الطاقة بالقرب من أسفل الشاشة، وعند الوصول إلى مستوى معين، يمكن للاعب الضغط على زر الفعل. يقوم بذلك ببدء لعبة صغيرة على طول أسفل الشاشة، تتطلب من اللاعبين التناوب في الضغط على زر الفعل بوقت مناسب مع الأغنية، بالإضافة إلى لعب مخطط النوتات. عندما يخطئ أحد اللاعبين، يتعرض "أوجاما" (تشويش) له.

### وضع الخبراء
أُدخل في "بوبن ميوزيك 6" وهو مشابه لوضع "نونستوب" في ألعاب سلسلة "بيماني" الأخرى. يختار اللاعب من بين مجموعة مسبقة من أربع أغانٍ ويلعب خلال المجموعة المختارة مع مقياس "التحمل" الذي لا يتعافى. في هذا الوضع، يُضاف تقييم دقة آخر، "رائع". يجعل ذلك الأغاني في هذه الأوضاع أكثر صعوبة لتحقيق درجات عالية، حيث تقل قيمة "عظيم" و"جيد". في هذا الوضع، لا تتحول "عظيم" إلى "حمى"، بل تومض "رائع" بطريقة مشابهة لكيفية عرض "حمى" في الأوضاع الأخرى. تمت إزالة وضع الخبراء بعد "بوبن ميوزيك 18 سينجوكو ريتسودن"، ولكنه عاد في "بوبن ميوزيك لابيستوريا".

### وضع التحدي ووضع التحدي الفائق
أُدخل في "بوبن ميوزيك 5"، وضع التحدي (CHALLENGE モード) هو وضع يتم فيه تقييم اللاعبين على الأغاني الفردية الخاصة بهم، وكذلك يحصلون على درجة التحدي. تُمنح كل أغنية قيمة نقاطية على مقياس من 1 إلى 50 (كانت من قبل 1 إلى 43) بالنسبة للصعوبة، وفي نهاية اللعبة في أحد هذه الأوضاع، يتم حساب المجموع. بالإضافة إلى ذلك في هذه الأوضاع، يمكن استخدام خيارات تسمى "نورما" و"أوجاما" لإضافة قيم نقاط إلى درجة التحدي الخاصة باللاعب. "نورما" هو هدف محدد، بينما "أوجاما" هو وسيلة فعالة للتشويش أو الإزعاج الدوري للاعب. يمكن تفعيل خيارين في وقت واحد. في أرقام معينة، يمكن للاعب الحصول على "مرحلة إضافية"، وهي مرحلة إضافية يمكن فيها لعب وفتح المخططات الأصعب (EXTRA أو "EX" المخططات) لأغانٍ معينة. تستخدم المراحل الإضافية مقياسًا مختلفًا عن المعتاد، وهو مقياس "التحمل" مشابه لمقياس الحياة في لعبة قتالية، أو مقياس الحياة في "Dance Dance Revolution"، حيث يعني النفاد التام نهاية الأغنية. تم إعادة تسميته إلى "الوضع العادي" في "بوبن ميوزيك 20 فانتازيا".

### وضع التحدي الفائق
يشبه وضع التحدي، باستثناء إضافة تقييم دقة آخر، "رائع". يجعل ذلك الأغاني في هذه الأوضاع أكثر صعوبة لتحقيق درجات عالية، حيث تقل قيمة "عظيم" و"جيد". بدءًا من "بوبن ميوزيك بورتابل" في إصدارات الكونسول و"بوبن ميوزيك 20 فانتازيا" في إصدارات الأركيد، يكون "رائع" دائمًا نشطًا، مما يجعل وضع التحدي ووضع التحدي الفائق مدمجين في وضع واحد.

#### وضع التوصية
أُدخل في "بوبن ميوزيك 9" وضع التوصية (オススメ, Lit. "Recommendation"), حيث يُسأل اللاعب سلسلة من الأسئلة، وتوفر اللعبة مسار خبير بناءً على إجابات اللاعب. تمت إزالته بعد "بوبن ميوزيك 11"، ولكنه أعيد تقديمه في "بوبن ميوزيك 20: فانتازيا" كفئة أغاني داخل الوضع العادي، تحتوي على مجموعة من الأغاني التي قد يحبها اللاعب، بناءً على تاريخ اختيار الأغاني الخاص باللاعب.

### وضع المعركة الشبكية
مع إدخال نظام (e-AMUSEMENT) في اليابان، كانت "بوبن ميوزيك 12 إيروها" هي اللعبة الأولى التي تحتوي على "وضع المعركة الشبكية" (NET対戦 モード, "Net Battle Mode"). يتيح هذا الوضع للاعبين المنافسة عبر شبكة e-AMUSEMENT في الوقت الفعلي مع لاعبين على أجهزة e-AMUSEMENT الجاهزة الأخرى. في "بوبن ميوزيك 17 الفيلم"، أُضيفت نسخة محاكاة للكمبيوتر لهذا الوضع، مشابهة لوضع "المعركة" الموجود في الإصدارات المنزلية.

## التصميم والصعوبة
على عكس معظم ألعاب بيماني الأخرى، لا تحاكي ألعاب بوبن ميوزيك أي أداة موسيقية في طريقة اللعب. تُستخدم الأزرار لعزف مختلف الأدوات الموسيقية خلال أي أغنية معينة. تتميز الرسومات بألوان زاهية وأشكال بسيطة، بدلاً من الواجهات المعدنية والملساء في ألعاب بيماني الأخرى. يمكن للاعبين اختيار شخصية للعب بها. تُقسم الأغاني إلى أنواع مثل الريغي، ديسكو كوين، جاسوس، أو بطل الأنمي، بالإضافة إلى أنواع بيماني الشائعة مثل اليوروبت وأشكال الإلكترونيكا. هناك أيضًا سلسلة من الأغاني ذات العناصر المتشابهة، مثل سلسلة الكلاسيك (وهي مزيجات من الموسيقى الكلاسيكية) وسلسلة الباورفولك. لكل أغنية مجموعة متنوعة من الأوضاع، تتضمن وضع الاستمتاع (للمبتدئين والنوتات السهلة)، وضع الخمسة أزرار (للأزرار الخمسة) والوضع العادي (النوتات على الإيقاع والأوتار البسيطة). تحتوي معظم الأغاني على وضع "هايبر" (مع المزيد من النوتات والأوتار الأصعب)، وبعض الأغاني تحتوي على وضع "إكسترا" (مع الكثير من النوتات والأوتار المعقدة). لا تحتوي ألعاب بوبن ميوزيك على أي صور أخرى سوى الشخصية التي اختارها اللاعب، وشخصية الخصم، والنوتات المتحركة. الشخصيات متحركة وتتصرف بشكل مختلف بناءً على أداء اللاعب.
يمكن أن تكون ألعاب بوبن ميوزيك صعبة عند المستويات العالية من الصعوبة. تُعتبر المستويات العالية من الصعوبة لدى بعض اللاعبين الأكثر تحديًا بين جميع ألعاب الموسيقى. ومع ذلك، تتميز بوبن ميوزيك أيضًا بمحتوى أسهل للمبتدئين. بهذه الطريقة، تلبي بوبن ميوزيك مجموعة واسعة من اللاعبين.

## إصدارات الأركيد

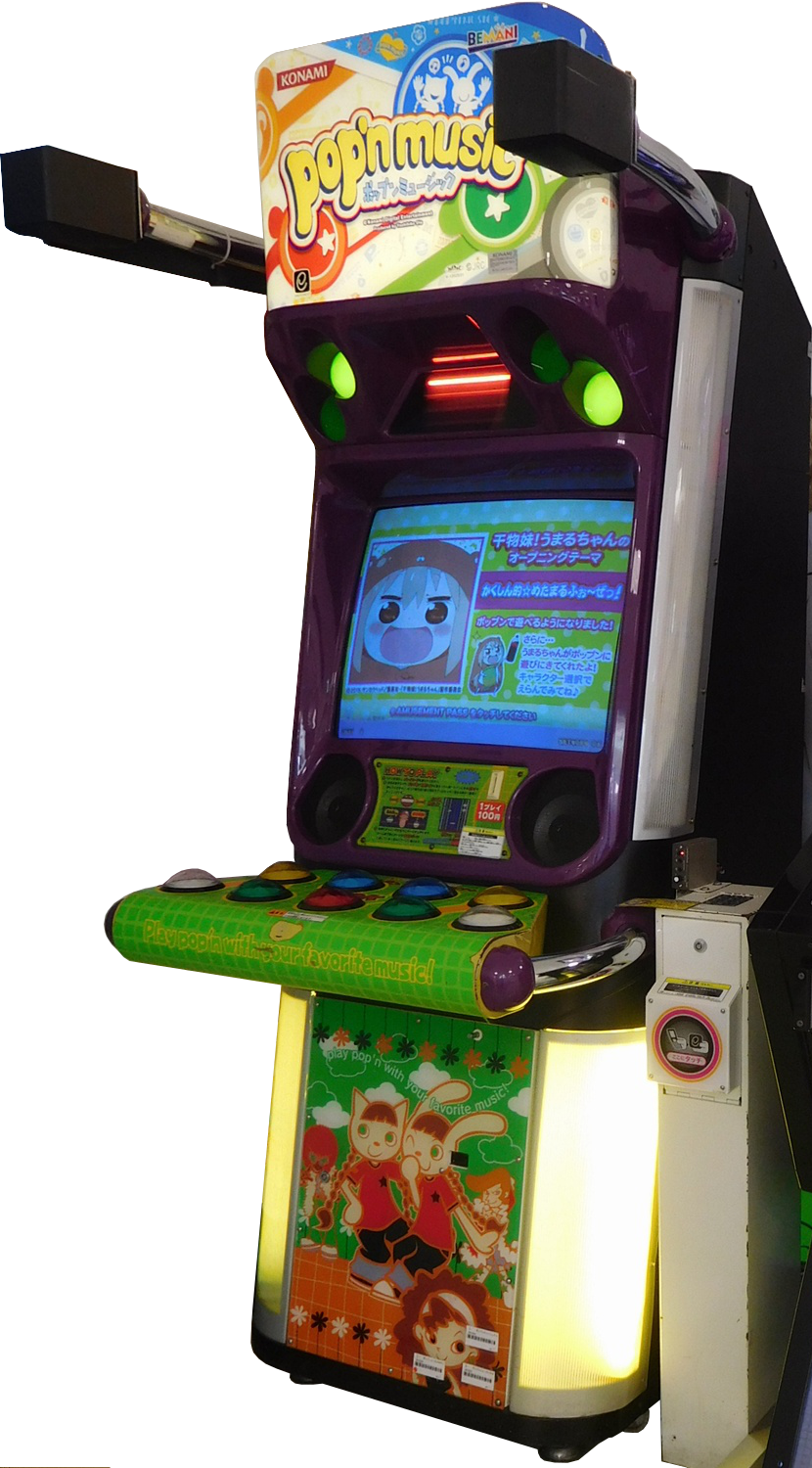
تم تثبيت لعبة Pop'n Music éclale لترقية آلة الأركيد الخاصة بلعبة Pop'n Music 8

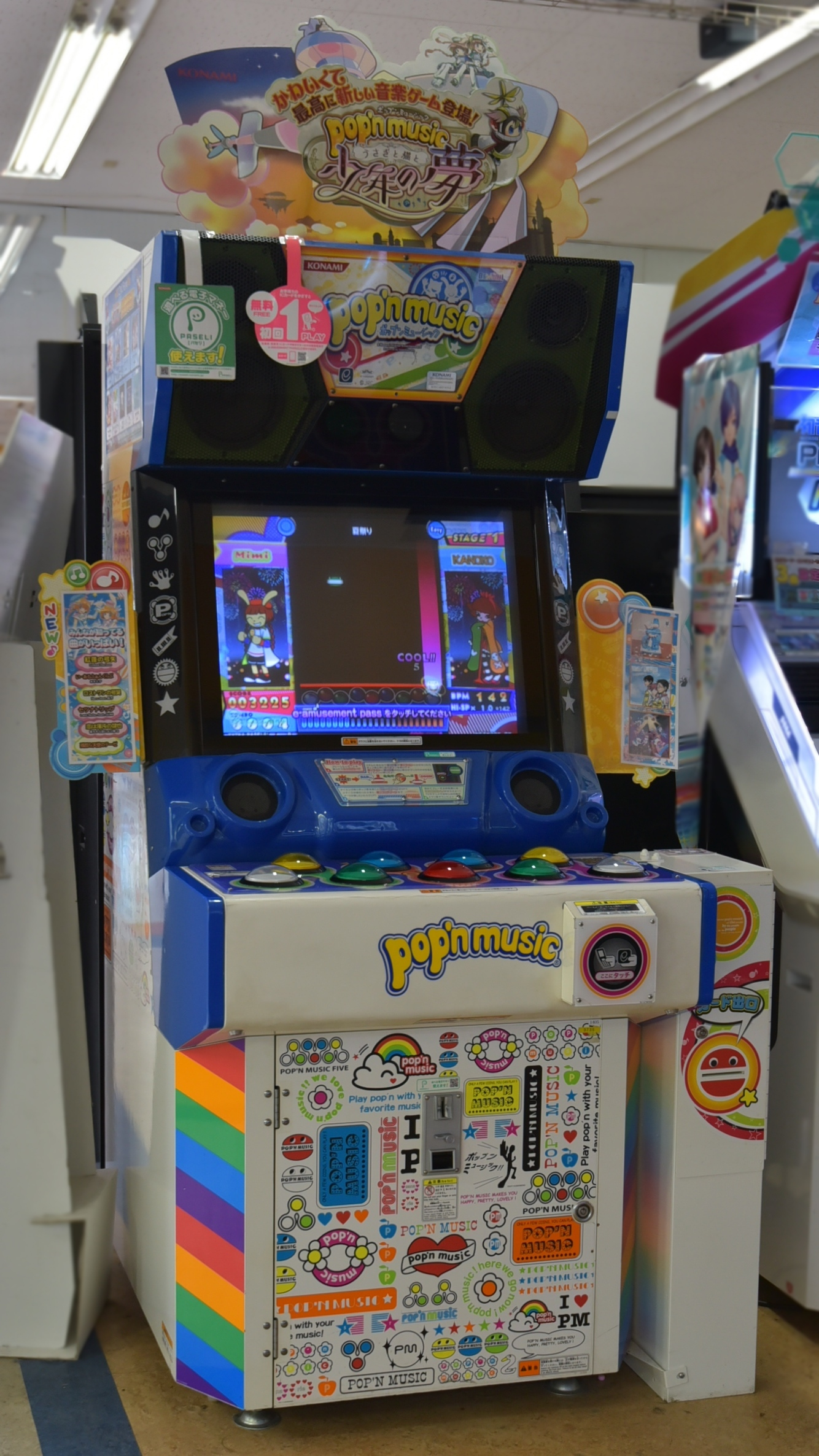
آلة الأركيد الخاصة بلعبة Pop'n Music うさぎと猫と少年の夢

| - بوبن ميوزيك (28 سبتمبر 1998) - بوبن ميوزيك 2 (19 مارس 1999) - بوبن ميوزيك 3 (17 سبتمبر 1999) - بوبن ميوزيك 4 (18 مارس 2000) - بوبن ميوزيك 5 (17 نوفمبر 2000) - بوبن ميوزيك 6 (28 أبريل 2001) - بوبن ميوزيك 7 (22 نوفمبر 2001) - بوبن ميوزيك 8 (30 مايو 2002) - بوبن ميوزيك 9 (26 ديسمبر 2002) - بوبن ميوزيك 10 (6 أغسطس 2003) - بوبن ميوزيك 11 (24 مارس 2004) - بوبن ميوزيك 12 إيروها (Pop'n Music 12 Iroha) (8 ديسمبر 2004) - بوبن ميوزيك 13 كرنفال (Pop'n Music 13 Carnival) (7 سبتمبر 2005) - بوبن ميوزيك 14 فيفر! (17 مايو 2006) | - بوبن ميوزيك 15 أدفينشر (25 أبريل 2007) - بوبن ميوزيك 16 بارتي♪ (24 مارس 2008) - بوبن ميوزيك 17 ذا موفي (4 مارس 2009) - بوبن ميوزيك 18 سينغوكو ريتسودين (Pop'n Music 18 Sengoku Retsuden) (20 يناير 2010) - بوبن ميوزيك 19 تون ستريت (9 ديسمبر 2010) - بوبن ميوزيك 20 فانتازيا (7 ديسمبر 2011) - بوبن ميوزيك سني بارك (5 ديسمبر 2012) - بوبن ميوزيك لابيستوريا (Pop'n Music Lapistoria) (25 يونيو 2014) - بوبن ميوزيك إيكالي (26 نوفمبر 2015) - بوبن ميوزيك أوساغي تو نيكو تو شونين نو يومي (Pop'n Music Usagi to Neko to Shōnen no Yume) (14 ديسمبر 2016) - بوبن ميوزيك بيس (17 أكتوبر 2018) - بوبن ميوزيك كايمي ريدلز (Pop'n Music Kaimei Riddles) (9 ديسمبر 2020) - بوبن ميوزيك يونيلاب (13 سبتمبر 2022) |

### بوبن ميوزيك ميكي تونز(2000)
يحتوي بوبن ميوزيك ميكي تونز على موسيقى ديزني وشخصيات ديزني بدلاً من الشخصيات والأغاني المعتادة الخاصة بسلسلة بوبن ميوزيك. تُعرف نسخة البلاي ستيشن باسم بوبن ميوزيك ديزني تونز.

### بوبن ميوزيك أنيميلو 2(2001)
يُعتبر بوبن ميوزيك أنيميلو 2 النسخة الأغلى من سلسلة بوبن ميوزيك حتى الآن، بسبب قائمة الأغاني التي تتكون بالكامل من أنميات وأغاني مرخصة من برامج تلفزيونية. هذه النسخة هي أيضًا الوحيدة التي تحتوي على أوضاع "مضاعفة" و"ثلاثية" الشهيرة. كانت هذه الخيارات متاحة في الأصل بغرض السماح لعدة أشخاص باللعب عن طريق إضافة نوتة أو نوتتين لكل نوتة في النوتة الموسيقية، مما يؤدي أحيانًا إلى تآلف من جميع الأزرار التسعة. ومع ذلك، أصبح ذلك تحديًا شائعًا للاعب واحد للعب أغنية في وضع "مضاعفة" أو "ثلاثية".

## البرامج الاستهلاكية

### الإصدارات المنزلية
تم إصدار الألعاب الأربع الأولى من سلسلة بوبن ميوزيك على بلاي ستيشن ودريم كاست، مع وجود تسعة أزرار على وحدة التحكم. تم إصدار لعبتين رئيسيتين أخريين حصريًا للبلاي ستيشن، في حين تم إصدار لعبتين فرعيتين لكل من البلاي ستيشن وجيم بوي كولور. هذه الألعاب هي كما يلي:
| - بوبن ميوزيك - بوبن ميوزيك 2 - بوبن ميوزيك 3 قرص إضافي - بوبن ميوزيك 4 قرص إضافي | - بوبن ميوزيك 5 - بوبن ميوزيك 6 - بوبن ميوزيك أنيميشن ميلودي - بوبن ميوزيك ديزني تونز |

تشترك اللعبتان الأوليان في 19 أغنية. أضافت بوبن ميوزيك 2 أيضًا 27 أغنية جديدة، ليصبح المجموع 46، وتتميز بتقنية قرص المفتاح للسماح بلعب الألعاب الإضافية. تتميز بوبن ميوزيك 3 بمجموع 44 أغنية، مقسمة بين 22 أغنية جديدة و22 أغنية عائدة، رغم أن ثماني من هذه الأغاني العائدة تحتوي على مخططات "هايبر" أكثر تحديًا. كقرص إضافي، تعمل مثل حزمة توسعة، وتتطلب قرص مفتاح للعب. تحتوي بوبن ميوزيك 4 على مجموع 41 أغنية، خمس منها عائدة. هذا هو الإصدار الأخير لدريم كاست. مثل سابقتها، تتطلب قرص مفتاح.
كانت بوبن ميوزيك 5 أول لعبة في السلسلة الرئيسية تكون حصرية للبلاي ستيشن. تضمنت 63 أغنية. مثل بوبن ميوزيك 2، تتميز أيضًا بتقنية قرص المفتاح، مما يسمح بلعب أسلافها. تضمنت بوبن ميوزيك 6 104 أغنية، وهي أكبر مكتبة متاحة للبلاي ستيشن الأصلي وآخر لعبة لهذا النظام. مثل سابقتها وبوبن ميوزيك 2، تتميز أيضًا بتقنية قرص المفتاح.
الألعاب المستقبلية للمنصات الرئيسية وتجميعة واحدة، التي تم إصدارها جميعًا من 2002 إلى 2007، كانت حصرية لـ بلاي ستيشن 2:
| - بوبن ميوزيك 7 - بوبن ميوزيك 8 - بوبن ميوزيك 9 - بوبن ميوزيك 10 - بوبن ميوزيك 11 | - بوبن ميوزيك 12 إيروها - بوبن ميوزيك 13 كرنفال - بوبن ميوزيك 14 فيفر! - بوبن ميوزيك أفضل الأغاني |

تم إصدار وحدة تحكم معدلة أيضًا لـ PS2 في نفس وقت إصدار بوبن ميوزيك 10، على الرغم من أنها متوافقة أيضًا مع البلاي ستيشن الأصلي.

### الإصدارات المحمولة
كانت بوبن ميوزيك أني وير لعبة صغيرة تم إصدارها لـ في إم يو وبوكيت ستيشن، بطاقات الذاكرة المحمولة لـ دريم كاست وبلاي ستيشن، على التوالي. يمكن تحميل اللعبة الصغيرة باستخدام بوبن ميوزيك 2 وبوبن ميوزيك 4 لكل وحدة تحكم.
تم إصدار بوبن ميوزيك جي بي في 30 مارس 2000 لـ جيم بوي كولور. تحتوي على 25 أغنية. تم إصدار لعبتين فرعيتين، بوبن ميوزيك أنيميشن ميلودي وبوبن ميوزيك ديزني تونز، في سبتمبر 2000. تستخدم جميع الألعاب خمسة أزرار للمخططات بدلاً من تسعة.
في 4 فبراير 2010، تم إصدار بوبن ميوزيك بورتابل على بلاي ستيشن بورتابل. تهدف إلى أن تكون الإصدار المنزلي لـ بوبن ميوزيك 15 أدفينتشر، وبالتالي تعتمد قائمة الأغاني والواجهة على تلك اللعبة. تم إصدار جزء ثانٍ، بوبن ميوزيك بورتابل 2، في 23 نوفمبر 2011. تعتمد اللعبة على بوبن ميوزيك 16 بارتي، وتوفر أغاني قابلة للتنزيل (DLC) للشراء.

## بوبن ستيج
بوبن ستيج هي لعبة رقص تستند إلى تصميم وأغاني بوبن ميوزيك، مع عشرة "مفاتيح" (أربعة مقاطع قطرية ووسطية على كل جانب، تمامًا مثل توزيع لوح Pump It Up). إنها مزيج من بوبن ميوزيك ورقصة رقصة الثورة، حيث تستخدم رسومات بنمط بوبن مع طريقة لعب بنمط رقصة رقصة الثورة. تتميز اللعبة بواجهة وتصميم آلة مشرقة وملونة، وتعتبر سهلة مقارنة بمعظم ألعاب بيماني الأخرى. كما أن اللعبة تحتوي على مؤثرات صوتية للمفاتيح، بشكل مشابه لـ بوبن ميوزيك، مما يعني أن فقدان خطوة سيؤدي إلى عدم تشغيل الأصوات المقابلة في الأغنية.
تقسم بوبن ستيج أنماط اللعب بطريقة غير تقليدية مقارنة بألعاب الرقص الأخرى؛ حيث يستخدم وضع اللاعب الفردي الافتراضي 6 مفاتيح (المقابلة لنصف الثنائي في Pump It Up؛ بمعنى آخر، وضع الـ 6 مفاتيح لا يستخدم الأربعة الخارجية في الزوايا). في الوقت نفسه، يعتبر وضع 10 مفاتيح التكوين الافتراضي للاعبين الاثنين في "العادي" و"الصعب" (المقابل لـ 5 مفاتيح لكل شخص على كل جانب، مشابه لوضع اللاعب الواحد في Pump It Up) ويكون وضع "المانياك" مشابهًا لوضع لاعب واحد "ثنائي".
تم إصدار كيت ترقية واحد لهذه العلامة التجارية قبل إلغاءه تحت اسم "بوبن ستيج EX". هذه الترقية قامت بإصلاح عدد قليل من مشاكل اللعبة من اللعبة الأولى، وأضافت مخططات جديدة ومراحل "وضع الخبير"، وأضافت أغاني من بوبن ميوزيك 3 (بالإضافة إلى الأغنية "فول مون" من LITTLE CURE، التي لم يتم استخدامها في لعبة بيماني أخرى منذ ذلك الحين). تعمل كلتا النسختين من اللعبة على أجهزة أركيد "دي جي مين" من كونامي.

## الروابط الخارجية
- بوبن ميوزيك، موقع شركة كونامي اليابانية للإصدار الحالي
- بوبن ورلد، الموقع الرسمي السابق لـ بوبن ميوزيك من شركة كونامي اليابانية.
- كونامي - أعلى بوبن ستيج
- Solid State Squad pop'n division، موقع أمريكي لتتبع نتائج بوبن
- Bemanistyle.com، موقع كبير لألعاب بيماني في أمريكا الشمالية.